# Virginia Cardozo
Virginia Cardozo (Montevideo, 1984) es una médica y política uruguaya.

## Trayectoria
Estudió Medicina e hizo un posgrado en Medicina Familiar y Comunitaria en la Universidad de la República, obteniendo el título de especialista en medicina familiar y comunitaria en el año 2017. Asimismo, es magister en Género y Políticas de Igualdad por FLACSO Uruguay.
Cuando era adolescente se integró a la Comisión Nacional de Jóvenes del Frente Amplio (FA) y, tiempo después, se afilió al Partido por la Victoria del Pueblo (PVP). Participó de la campaña por la nulidad de la Ley de Caducidad entre los años 2007 y 2009 y posteriormente  en la campaña por el "No a la baja" contra el plebiscito para bajar la edad de imputabilidad. En 2015 fue una de los tres candidatos del FA a la Intendencia de Montevideo, siendo históricamente la persona más joven en aspirar al puesto.
Ingresó al Senado de la República en el año 2015 como suplente para la votación de la creación del Sistema Nacional Integrado de Cuidados. Trabajó en comisión bicameral, en ese período de gobierno, el proyecto de Ley de Salud Mental y la Ley Integral para Personas Trans.
Entre del 2015 y el 2020 trabajó en una policlínica estatal que atiende a población de Casavalle y barrio Marconi e integra la Unidad temática de las mujeres del Frente Amplio y la comisión Género y Salud de la Sociedad Uruguaya de Medicina Familiar y Comunitaria (SUMEFAC). Esta comisión es parte de la Intersocial Feminista.
En las elecciones generales de 2019, fue candidata a senadora y diputada por el PVP-Espacio 567.

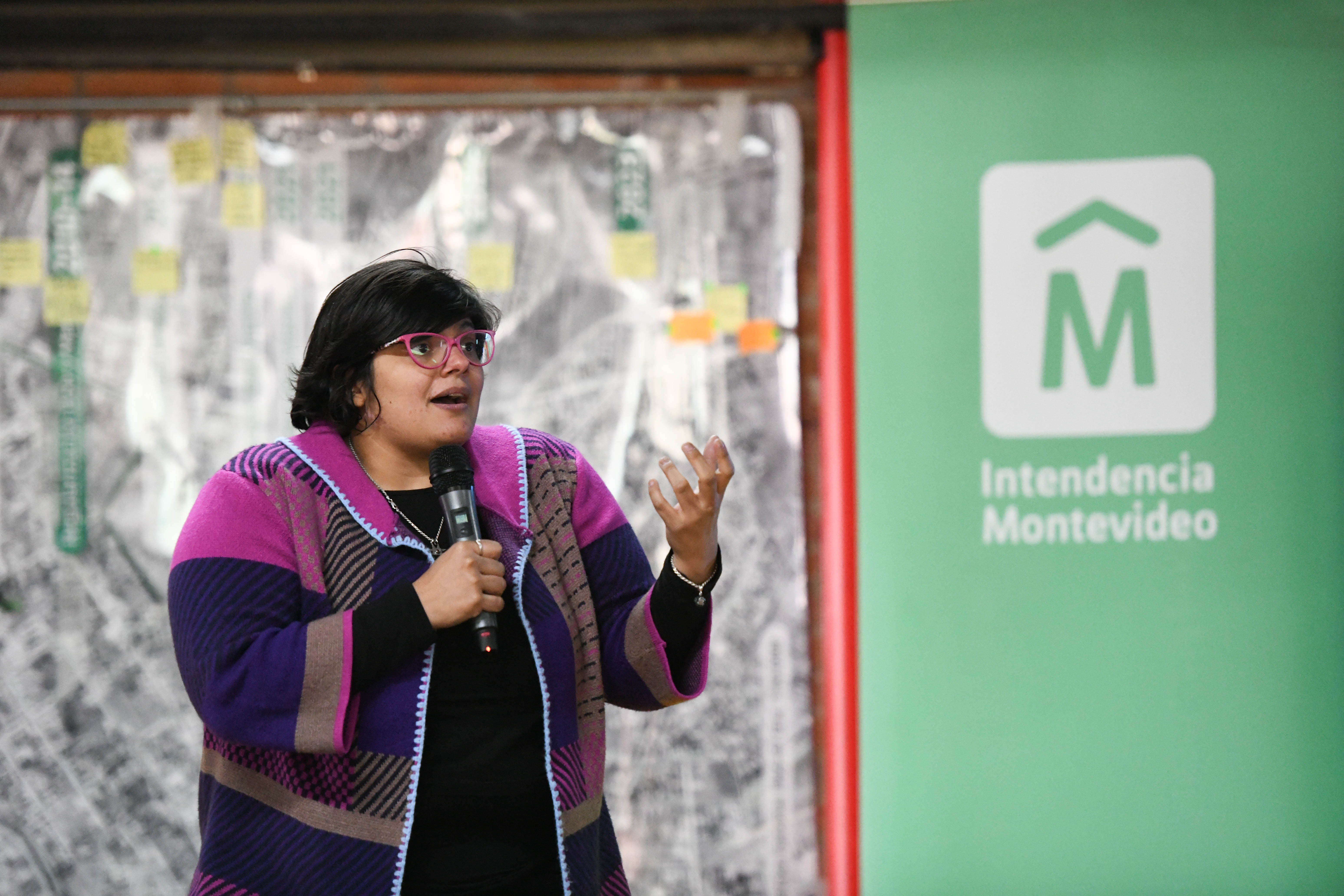
Virginia Cardozo en la Mesa Barrial de Unión y Malvín Norte, en la Facultad de Ciencias, setiembre de 2023

Entre noviembre del 2020 y febrero de 2025 fue la Directora de la División Salud de la Intendencia de Montevideo en la administración de la Intendenta Carolina Cosse.
Desde el 1 de marzo de 2025 ocupa el cargo de Gerenta del Área Programática de Uruguay Crece Contigo en el Ministerio de Desarrollo Social del gobierno del Presidente Yamandú Orsi.